# Ferruccio Antonelli
Ferruccio Antonelli (Sant'Elpidio a Mare, 19 ottobre 1927 – Roma, 3 gennaio 2000) è stato un medico e psichiatra italiano.

## Biografia
Specializzato in clinica delle malattie nervose e mentali, è stato libero docente in psichiatria per oltre vent'anni all'Università La Sapienza di Roma e all'Università Cattolica del Sacro Cuore di Milano. È considerato tra i maggiori studiosi di medicina psicosomatica in Italia. Nel 1955 ha fondato la rivista "Medicina psicosomatica", dirigendola per molti anni.  Nel 1966 ha fondato la Società Italiana di Medicina Psicosomatica (SIMP) e ne ha diretto il notiziario semestrale SIMP News. Altro suo interesse è stato la psicologia dello sport. Nel 1974 ha fondato l'Associazione Italiana di Psicologia dello Sport, di cui è stato presidente per molti anni, dirigendo anche la rivista "Movimento", organo dell’associazione. 
Ha organizzato e partecipato a convegni e conferenze in tutto il mondo. Per i suoi contributi scientifici ha ricevuto numerosi premi e riconoscimenti, anche internazionali. Nel 1979 ha ricevuto il  Philip Noel-Baker Prize dell'International Council of Sport and Physical Education dell'UNESCO.  È autore di oltre 300 pubblicazioni scientifiche, monografie e raccolte di atti congressuali. Tra i suoi libri più noti: "Non abbiate paura. Come liberarci da 15 inutili paure" (Ed. Mediterranee, 1999).